# Agakauitai
Agakauitai es una pequeña isla que pertenece al archipiélago conocido como las Islas Gambier en la Polinesia Francesa. Se trata de una isla vecina de Taravai. La isla se encuentra deshabitada y posee una superficie de 0,7 kilómetros cuadrados, el punto más alto alcanza los 139 m sobre el nivel del mar.